# Penn-soner

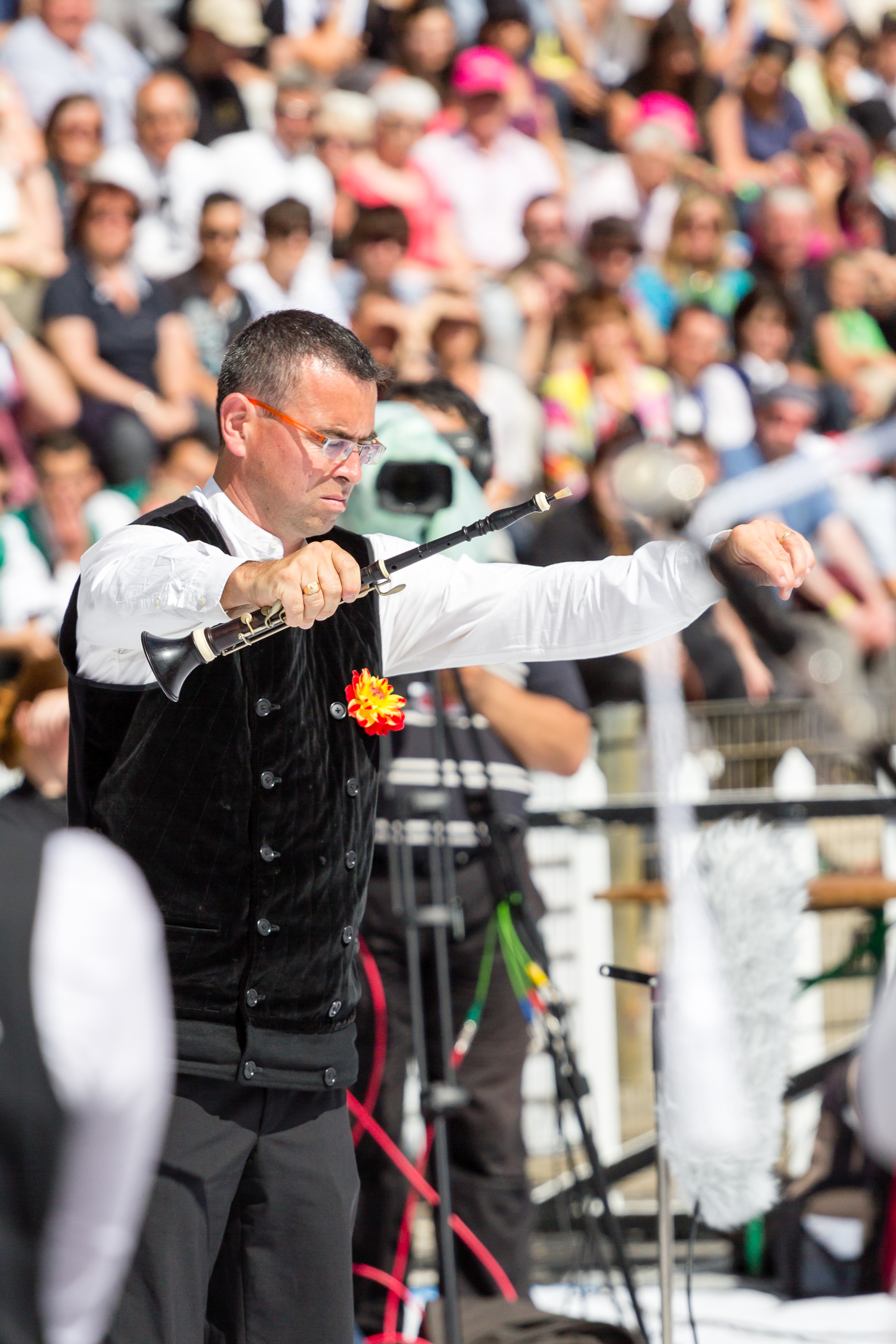
Tangi Sicard, penn-soner du bagad Cap Caval à la seconde manche du Championnat national des bagadoù à Lorient.

Le penn-soner (en breton, littéralement chef sonneur ou sonneur en chef ; parfois francisé en penn-sonneur, ou généralisé en penn-bagad) constitue dans un bagad le chef d'orchestre des sonneurs de bombarde, de cornemuse et des percussions, chaque pupitre étant cependant conduit par un responsable.
Son rôle est multiple ; en plus de jouer d'un instrument, il adopte les choix de répertoire, définit l'orientation musicale du bagad et peut être compositeur.
Le mot breton penn signifie « chef, extrémité, tête, etc. »

## Penn sonneurs connus

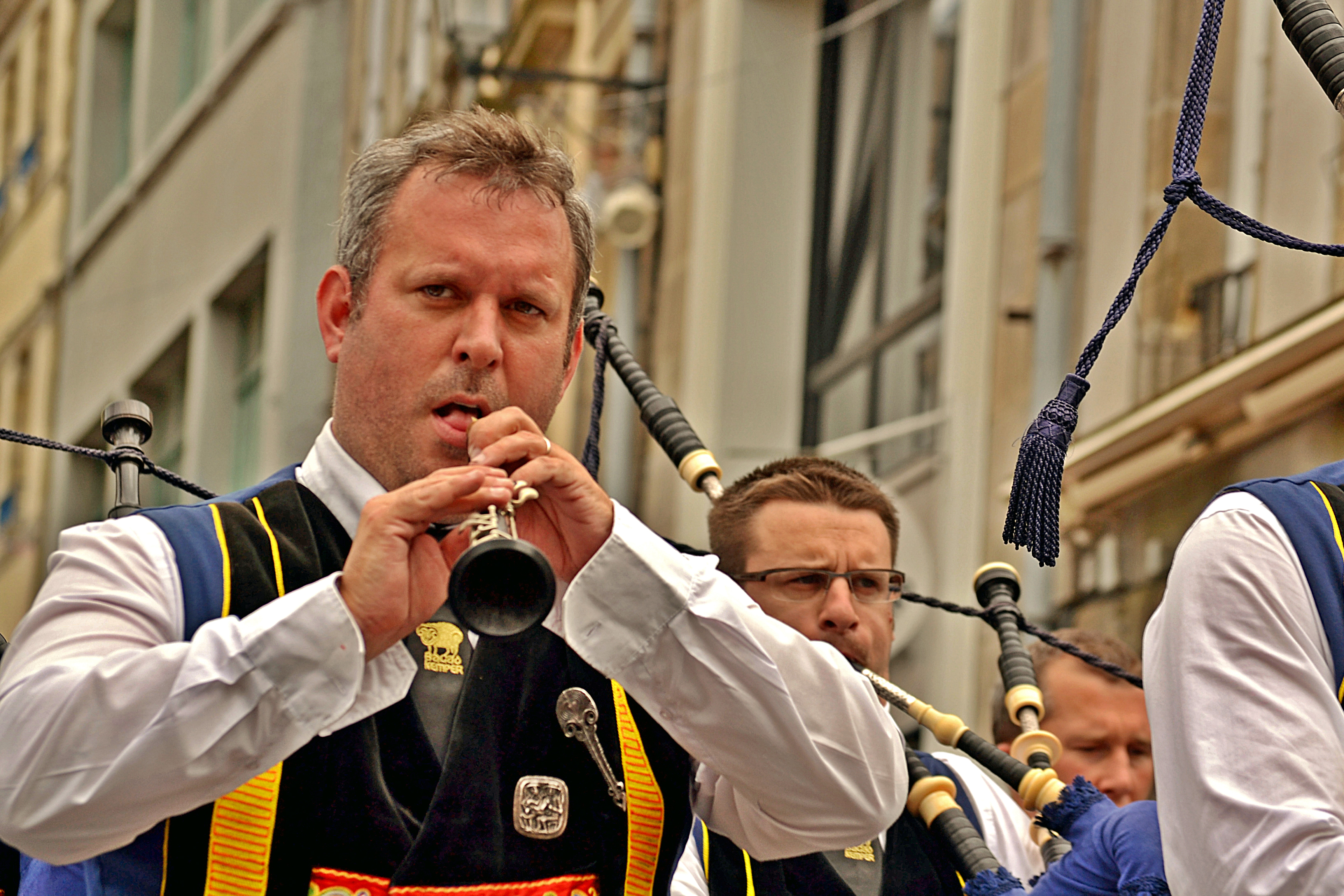
Steven Bodénès, penn-soner du Bagad Kemper depuis 2010.

- Roland Becker
- Alan Stivell
- André Le Meut
- Jean-Pierre Pichard
- Erwan Ropars
- Hervé Allain
- Tangi Sicard